# Ламберт Кёльнский
Ламберт Кёльнский (лат. Lambertus de Monte, также de bursa Montis regentium in Colonia Agr.) — философ-схоласт XV века.
Строгий томист и поклонник Аристотеля. В сочинении «Главный вопрос о спасении Аристотеля» (лат. «Quaestio magistralis de salvatione Aristotelis») предлагал формальное признание философа «блаженным» (беатификацию). Среди других его работ — книга «Связи восьми книг “Физики” Аристотеля с учением Фомы Аквинского» (лат. «Copulata super octo libros Physicorum Aristotelis iuxta doctrinam Thomae de Aquino»; 1493).